# Idiocera hasta
Idiocera hasta là một loài ruồi trong họ Limoniidae. Chúng phân bố ở miền Cổ bắc.